# Medal Guznee
The Ghuznee Medal – jeden z medali kampanii brytyjskich ustanowiony w 1839 r. Medal upamiętnia walki w Ghazni 22 lipca 1839 r. będące jednymi z pierwszych podczas I wojny afgańskiej.

## Zasady nadawania
Nadawany Brytyjczykom i członkom Kompanii Wschodnioindyjskiej biorącym udział w akcji w Afganistanie.
W 1839 r. John Keane poprowadził armię do Afganistanu. Fort w Ghuznee, w którym stacjonowało 3540 Afgańczyków pod dowództwem Mohammada Chana, uważany był za niedostępny i niezdobyty – został zdobyty szturmem 23 lipca. Shah Shujah ogłosił swoją wolę o nagradzaniu medalem żołnierzy biorących udział w tej bitwie, ale został zamordowany, a jego plany zrealizował dopiero 1842 r. rząd Indii.

## Opis medalu
- Awers: przedstawia wysadzoną podczas szturmu bramę fortu w Ghuznee
- Rewers: wieniec laurowy u góry zamknięty datą 23rd July, na dole mała korona, a pod nią rok 1839